# JFK : L'Enquête
Pour plus de détails, voir Fiche technique et Distribution.
JFK : L'Enquête (JFK Revisited: Through the Looking Glass) est un film documentaire américain réalisé par Oliver Stone et sorti en 2021. Il est basé sur le livre Destiny Betrayed: JFK, Cuba, and the Garrison Case de James DiEugenio, paru en 1992. Le cinéaste décrit ce documentaire comme un prolongement de son film JFK (1991).
Le film est présenté au festival de Cannes 2021.

## Synopsis
Peu après la sortie du film JFK en 1991, le Congrès des États-Unis promulgue la loi de 1992 sur la collecte des archives de l’assassinat du Président John F. Kennedy (Assassination Records Collection Act of 1992), établissant une commission d'examen pour déclassifier les documents liés à l'assassinat de John F. Kennedy. Le film conteste la chaîne de preuves de la « balle unique » qui aurait causé des blessures au Président John Fitzgerald Kennedy et au gouverneur John Connally. Le chercheur Barry Ernest, auteur du livre The Girl on the Stairs (2010), est interrogé au sujet de déclarations présumées de témoins qui auraient jeté le doute sur la chronologie des mouvements de Lee Harvey Oswald immédiatement après l'assassinat. Le réalisateur américain, Oliver Stone, quant à lui, interviewe Josiah Thompson, le docteur Gary Aguilar ainsi que le chercheur John Hunt qui a passé plusieurs semaines aux Archives Nationales. Ils relatent que ni Darrell Tomlinson, ni O. P. Wright, les deux employés de l’hôpital Parkland, ne parviennent à identifier la balle « QI » qu’ils ont trouvée, et qui était pointue, tandis que CE 399 était ronde. Le rejet unanime du CE-399 par ces deux employés a été confirmé par un Airtel secret du FBI qui n'a jamais été montré à la Commission Warren.

## Fiche technique
Sauf indication contraire, les informations mentionnées dans cette section peuvent être confirmées par la base de données cinématographiques IMDb,  présente dans la section « Liens externes ».
- Titre original : JFK Revisited: Through the Looking Glass
- Titre français : JFK : L'Enquête
- Réalisation : Oliver Stone
- Scénario : Oliver Stone, d'après le livre de James DiEugenio
- Musique : Jeff Beal
- Photographie : Robert Richardson
- Montage : Brian Berdan et Kurt Mattila
- Sociétés de production : Ingenious Media, Ixtlan Productions et Pantagruel Productions
- Pays de production :  États-Unis
- Format : Couleurs - 35 mm
- Genre : documentaire, politique
- Durée : 115 minutes
- Dates de sortie[2] : 
  - France : 12 juillet 2021 (festival de Cannes 2021)
  - États-Unis : 12 novembre 2021 (vidéo à la demande)
  - États-Unis : 22 novembre 2021 (sur Showtime)
  - France : 12 décembre 2021 (sur OCS[3])
  - France : 5 avril 2022 (DVD/Blu-ray[4])
- Classification[5] : 
  - États-Unis : TV-14

## Distribution
- John R. Tunheim (en)
- Henry Lee
- Robert Francis Kennedy Jr.
- James K. Galbraith
- David Talbot (en)
- Cyril Wecht
- Whoopi Goldberg : narratrice
- Donald Sutherland : narrateur

## Production
Le film est produit par la société d'Oliver Stone, Ixtlan Productions, et par Pantagruel Productions et financé par Ingenious Media.

## Sortie et accueil

### Dates de sortie
Le film est présenté au festival de Cannes 2021 le 12 juillet 2021. Il est ensuite disponible en vidéo à la demande aux États-Unis dès le 12 novembre 2021, puis est diffusé sur la chaine Showtime le 22 novembre 2021. Il sort dans quelques pays comme le Royaume-Uni et l'Irlande, distribué par Altitude Film Distribution dès le 26 novembre 2021.

### Accueil critique
Sur le site Roger Ebert.com, le film est noté 2,5⁄4 par Brian Tallerico qui écrit notamment « JFK Revisited: Through the Looking Glass est un documentaire exhaustif et parfois épuisant, un film qui peut parfois donner l'impression d'être tellement bourré d'informations et de détails que Stone a perdu le chemin à travers cette forêt dense de théories du complot. »
Sur le site du magazine Trois couleurs, on peut notamment lire : « Grâce à un montage rapide et d’une grande clarté, le film revient sur le déroulé des événements du 22 novembre 1963 à Dallas [...] puis récapitule les incohérences principales de l’enquête officielle, notamment cette fameuse « balle magique » responsable de sept impacts sur deux corps. Sur un ton élégiaque et distancié, le réalisateur [...] retourne sur les lieux d’un crime qui a, pour reprendre l’expression du critique et essayiste Jean-Baptiste Thoret, éclaboussé l’Amérique. [...] Oliver Stone, militant cinéaste et vétéran du Viêt Nam, poursuit la dimension d’investigation critique et polémique d’une œuvre libre menée en plein cœur du système hollywoodien pendant plus de quatre décennies. »

## Distinction

### Sélection
- Festival de Cannes 2021 : sélection en séances spéciales

## Sorties vidéo
Le documentaire sort en DVD et Blu-ray en France le 26 janvier 2023. Il est ensuite inclus dans un coffret anniversaire collector du film JFK sorti en 1991.